# Raquetebol nos Jogos Pan-Americanos de 2011 - Equipes masculinas
A competição por equipes masculinas foi um dos eventos do raquetebol nos Jogos Pan-Americanos de 2011, em Guadalajara. Foi disputada no Complexo de Raquetebol entre os dias 23 e 25 de outubro.

## Calendário
Horário local (UTC-6).
| Data          | Horário | Fase             |
| ------------- | ------- | ---------------- |
| 23 de outubro | 9:00    | Oitavas-de-final |
| 23 de outubro | 11:30   | Quartas-de-final |
| 24 de outubro | 14:30   | Semifinal        |
| 25 de outubro | 14:30   | Final            |

## Medalhistas
|  | MEX México                                  |  | USA Estados Unidos                                |  | COL Colômbia                                               |  | ECU Equador                            |
|  | Álvaro Beltrán Gilberto Mejía Javier Moreno |  | Christopher Crowther Rocky Carson Shane Vanderson |  | Alejandro Herrera Francisco Gómez Juan Torres Juan Herrera |  | Fernando Ríos José Álvarez José Ugalde |

## Resultados
| Oitavas-de-final | Oitavas-de-final         | Oitavas-de-final | Oitavas-de-final | Oitavas-de-final |  |  | Quartas-de-final | Quartas-de-final   | Quartas-de-final | Quartas-de-final | Quartas-de-final |  |  | Semifinal | Semifinal          | Semifinal | Semifinal | Semifinal |  |  | Final | Final              | Final | Final | Final |
|                  |                          |                  |                  |                  |  |  |                  |                    |                  |                  |                  |  |  |           |                    |           |           |           |  |  |       |                    |       |       |       |
|                  |                          |                  |                  |                  |  |  |                  |                    |                  |                  |                  |  |  |           |                    |           |           |           |  |  |       |                    |       |       |       |
|                  |                          |                  |                  |                  |  |  |                  | MEX México         | 2                | 2                |                  |  |  |           |                    |           |           |           |  |  |       |                    |       |       |       |
|                  | CRC Costa Rica           | 0                | 2                | 0                |  |  |                  | ARG Argentina      | 0                | 0                |                  |  |  |           |                    |           |           |           |  |  |       |                    |       |       |       |
|                  | ARG Argentina            | 2                | 1                | 2                |  |  |                  |                    |                  |                  |                  |  |  |           | MEX México         | 2         | 2         |           |  |  |       |                    |       |       |       |
|                  |                          |                  |                  |                  |  |  |                  |                    |                  |                  |                  |  |  |           | COL Colômbia       | 0         | 0         |           |  |  |       |                    |       |       |       |
|                  |                          |                  |                  |                  |  |  |                  | VEN Venezuela      | 0                | 0                | 2                |  |  |           |                    |           |           |           |  |  |       |                    |       |       |       |
|                  |                          |                  |                  |                  |  |  |                  | COL Colômbia       | 2                | 1                | 0                |  |  |           |                    |           |           |           |  |  |       |                    |       |       |       |
|                  |                          |                  |                  |                  |  |  |                  |                    |                  |                  |                  |  |  |           |                    |           |           |           |  |  |       | MEX México         | 0     | 2     | 2     |
|                  |                          |                  |                  |                  |  |  |                  |                    |                  |                  |                  |  |  |           |                    |           |           |           |  |  |       | USA Estados Unidos | 2     | 0     | 1     |
|                  |                          |                  |                  |                  |  |  |                  | USA Estados Unidos | 2                | 2                |                  |  |  |           |                    |           |           |           |  |  |       |                    |       |       |       |
|                  | HON Honduras             | 0                | 0                |                  |  |  |                  | BOL Bolívia        | 0                | 0                |                  |  |  |           |                    |           |           |           |  |  |       |                    |       |       |       |
|                  | BOL Bolívia              | 2                | 2                |                  |  |  |                  |                    |                  |                  |                  |  |  |           | USA Estados Unidos | 2         | 2         |           |  |  |       |                    |       |       |       |
|                  | ECU Equador              | 2                | 1                | 2                |  |  |                  |                    |                  |                  |                  |  |  |           | ECU Equador        | 0         | 0         |           |  |  |       |                    |       |       |       |
|                  | DOM República Dominicana | 0                | 2                | 1                |  |  |                  | ECU Equador        | 2                | 0                | 2                |  |  |           |                    |           |           |           |  |  |       |                    |       |       |       |
|                  |                          |                  |                  |                  |  |  |                  | CAN Canadá         | 0                | 2                | 1                |  |  |           |                    |           |           |           |  |  |       |                    |       |       |       |
|                  |                          |                  |                  |                  |  |  |                  |                    |                  |                  |                  |  |  |           |                    |           |           |           |  |  |       |                    |       |       |       |

### Oitavas-de-final
| 23 de outubro 9:00             | Relatório                      | CRC Costa Rica                 | 1 – 2 | ARG Argentina             | Complexo de Raquetebol, Guadalajara Árbitro(s): URU Cesar Farell |
| 23 de outubro 9:00             | Relatório                      | Placar por jogo:               |       |                           | Complexo de Raquetebol, Guadalajara Árbitro(s): URU Cesar Farell |
| 23 de outubro 9:00             | Relatório                      | Teobaldo Fumero                | 0–2   | Daniel Maggi              | Complexo de Raquetebol, Guadalajara Árbitro(s): URU Cesar Farell |
| Felipe Camacho                 | Felipe Camacho                 | Felipe Camacho                 | 2–1   | Shai Manzuri              |                                                                  |
| Teobaldo Fumero/Felipe Camacho | Teobaldo Fumero/Felipe Camacho | Teobaldo Fumero/Felipe Camacho | 0–2   | Daniel Maggi/Shai Manzuri |                                                                  |
|                                |                                |                                |       |                           |                                                                  |
|                                |                                |                                |       |                           |                                                                  |

| 23 de outubro 10:15 | Relatório    | HON Honduras     | 0 – 2 | BOL Bolívia    | Complexo de Raquetebol, Guadalajara Árbitro(s): MEX Luis González MEX Fransisco Trujillo |
| 23 de outubro 10:15 | Relatório    | Placar por jogo: |       |                | Complexo de Raquetebol, Guadalajara Árbitro(s): MEX Luis González MEX Fransisco Trujillo |
| 23 de outubro 10:15 | Relatório    | Selvín Cruz      | 0–2   | Ricardo Monroy | Complexo de Raquetebol, Guadalajara Árbitro(s): MEX Luis González MEX Fransisco Trujillo |
| Raúl Banegas        | Raúl Banegas | Raúl Banegas     | 0–2   | Carlos Keller  |                                                                                          |
|                     |              |                  |       |                |                                                                                          |
|                     |              |                  |       |                |                                                                                          |
|                     |              |                  |       |                |                                                                                          |

| 23 de outubro 9:00 | Relatório   | ECU Equador      | 2 – 0 | DOM República Dominicana | Complexo de Raquetebol, Guadalajara Árbitro(s): MEX Fabián Parrilla CRC Jorge Rodríguez |
| 23 de outubro 9:00 | Relatório   | Placar por jogo: |       |                          | Complexo de Raquetebol, Guadalajara Árbitro(s): MEX Fabián Parrilla CRC Jorge Rodríguez |
| 23 de outubro 9:00 | Relatório   | Fernando Ríos    | 2–0   | Luis Pérez               | Complexo de Raquetebol, Guadalajara Árbitro(s): MEX Fabián Parrilla CRC Jorge Rodríguez |
| José Ugalde        | José Ugalde | José Ugalde      | 2–0   | Ramón de León            |                                                                                         |
|                    |             |                  |       |                          |                                                                                         |
|                    |             |                  |       |                          |                                                                                         |
|                    |             |                  |       |                          |                                                                                         |

### Quartas-de-final
| 23 de outubro 14:00          | Relatório                    | MEX México                   | 2 – 0 | ARG Argentina             | Complexo de Raquetebol, Guadalajara Árbitro(s): VEN Carlos Ruiz MEX Ramona Rodríguez |
| 23 de outubro 14:00          | Relatório                    | Placar por jogo:             |       |                           | Complexo de Raquetebol, Guadalajara Árbitro(s): VEN Carlos Ruiz MEX Ramona Rodríguez |
| 23 de outubro 14:00          | Relatório                    | Álvaro Beltrán               | 2–0   | Shai Manzuri              | Complexo de Raquetebol, Guadalajara Árbitro(s): VEN Carlos Ruiz MEX Ramona Rodríguez |
| Álvaro Beltrán/Javier Moreno | Álvaro Beltrán/Javier Moreno | Álvaro Beltrán/Javier Moreno | 2–0   | Daniel Maggi/Shai Manzuri |                                                                                      |
|                              |                              |                              |       |                           |                                                                                      |
|                              |                              |                              |       |                           |                                                                                      |
|                              |                              |                              |       |                           |                                                                                      |

| 23 de outubro 11:30            | Relatório                      | VEN Venezuela                  | 1 – 2 | COL Colômbia                | Complexo de Raquetebol, Guadalajara Árbitro(s): MEX Ernesto Palomino MEX Miguel Perea CRC Jorge Rodríguez |
| 23 de outubro 11:30            | Relatório                      | Placar por jogo:               |       |                             | Complexo de Raquetebol, Guadalajara Árbitro(s): MEX Ernesto Palomino MEX Miguel Perea CRC Jorge Rodríguez |
| 23 de outubro 11:30            | Relatório                      | César Castillo                 | 0–2   | Alejandro Herrera           | Complexo de Raquetebol, Guadalajara Árbitro(s): MEX Ernesto Palomino MEX Miguel Perea CRC Jorge Rodríguez |
| Jorge Hirsekorn (ret.)         | Jorge Hirsekorn (ret.)         | Jorge Hirsekorn (ret.)         | 0–1   | Juan Herrera                | |
| César Castillo/Jorge Hirsekorn | César Castillo/Jorge Hirsekorn | César Castillo/Jorge Hirsekorn | 2–0   | Francisco Gómez/Juan Torres | |
|                                |                                |                                |       |                             | |
|                                |                                |                                |       |                             | |

| 23 de outubro 15:15                  | Relatório                            | USA Estados Unidos                   | 2 – 0 | BOL Bolívia                  | Complexo de Raquetebol, Guadalajara Árbitro(s): MEX Enrique Esparza CAN Ricky Mattson |
| 23 de outubro 15:15                  | Relatório                            | Placar por jogo:                     |       |                              | Complexo de Raquetebol, Guadalajara Árbitro(s): MEX Enrique Esparza CAN Ricky Mattson |
| 23 de outubro 15:15                  | Relatório                            | Christopher Crowther                 | 2–0   | Carlos Keller                | Complexo de Raquetebol, Guadalajara Árbitro(s): MEX Enrique Esparza CAN Ricky Mattson |
| Christopher Crowther/Shane Vanderson | Christopher Crowther/Shane Vanderson | Christopher Crowther/Shane Vanderson | 2–0   | Ricardo Monroy/Roland Keller |                                                                                       |
|                                      |                                      |                                      |       |                              |                                                                                       |
|                                      |                                      |                                      |       |                              |                                                                                       |
|                                      |                                      |                                      |       |                              |                                                                                       |

| 23 de outubro 14:00        | Relatório                  | ECU Equador                | 2 – 1 | CAN Canadá                      | Complexo de Raquetebol, Guadalajara Árbitro(s): URU César Farell MEX Miguel Perea MEX Enrique Esparza |
| 23 de outubro 14:00        | Relatório                  | Placar por jogo:           |       |                                 | Complexo de Raquetebol, Guadalajara Árbitro(s): URU César Farell MEX Miguel Perea MEX Enrique Esparza |
| 23 de outubro 14:00        | Relatório                  | Fernando Ríos              | 2–0   | Timothy Landeryou               | Complexo de Raquetebol, Guadalajara Árbitro(s): URU César Farell MEX Miguel Perea MEX Enrique Esparza |
| José Ugalde                | José Ugalde                | José Ugalde                | 0–2   | Vincent Gagnon                  | |
| José Álvarez/Fernando Ríos | José Álvarez/Fernando Ríos | José Álvarez/Fernando Ríos | 2–1   | Michael Green/Kristofer Odegard | |
|                            |                            |                            |       |                                 | |
|                            |                            |                            |       |                                 | |

### Semifinal
| 24 de outubro 14:30          | Relatório                    | MEX México                   | 2 – 0 | COL Colômbia                | Complexo de Raquetebol, Guadalajara Árbitro(s): CAN Ricky Mattson VEN Carlos Ruiz |
| 24 de outubro 14:30          | Relatório                    | Placar por jogo:             |       |                             | Complexo de Raquetebol, Guadalajara Árbitro(s): CAN Ricky Mattson VEN Carlos Ruiz |
| 24 de outubro 14:30          | Relatório                    | Gilberto Mejía               | 2–0   | Alejandro Herrera           | Complexo de Raquetebol, Guadalajara Árbitro(s): CAN Ricky Mattson VEN Carlos Ruiz |
| Álvaro Beltrán/Javier Moreno | Álvaro Beltrán/Javier Moreno | Álvaro Beltrán/Javier Moreno | 2–0   | Francisco Gómez/Juan Torres |                                                                                   |
|                              |                              |                              |       |                             |                                                                                   |
|                              |                              |                              |       |                             |                                                                                   |
|                              |                              |                              |       |                             |                                                                                   |

| 24 de outubro 14:30                  | Relatório                            | USA Estados Unidos                   | 2 – 0 | ECU Equador                | Complexo de Raquetebol, Guadalajara Árbitro(s): CAN Ricky Mattson |
| 24 de outubro 14:30                  | Relatório                            | Placar por jogo:                     |       |                            | Complexo de Raquetebol, Guadalajara Árbitro(s): CAN Ricky Mattson |
| 24 de outubro 14:30                  | Relatório                            | Rocky Carson                         | 2–0   | Fernando Ríos              | Complexo de Raquetebol, Guadalajara Árbitro(s): CAN Ricky Mattson |
| Christopher Crowther/Shane Vanderson | Christopher Crowther/Shane Vanderson | Christopher Crowther/Shane Vanderson | 2–0   | Fernando Ríos/José Álvarez |                                                                   |
|                                      |                                      |                                      |       |                            |                                                                   |
|                                      |                                      |                                      |       |                            |                                                                   |
|                                      |                                      |                                      |       |                            |                                                                   |

### Final
| 25 de outubro 14:30          | Relatório                    | MEX México                   | 2 – 1 | USA Estados Unidos                   | Complexo de Raquetebol, Guadalajara Árbitro(s): VEN Carlos Ruiz CRC Adolfo Orellana CAN Ricky Mattson |
| 25 de outubro 14:30          | Relatório                    | Placar por jogo:             |       |                                      | Complexo de Raquetebol, Guadalajara Árbitro(s): VEN Carlos Ruiz CRC Adolfo Orellana CAN Ricky Mattson |
| 25 de outubro 14:30          | Relatório                    | Gilberto Mejía               | 0–2   | Rocky Carson                         | Complexo de Raquetebol, Guadalajara Árbitro(s): VEN Carlos Ruiz CRC Adolfo Orellana CAN Ricky Mattson |
| Álvaro Beltrán               | Álvaro Beltrán               | Álvaro Beltrán               | 2–0   | Christopher Crowther                 | |
| Álvaro Beltrán/Javier Moreno | Álvaro Beltrán/Javier Moreno | Álvaro Beltrán/Javier Moreno | 2–1   | Christopher Crowther/Shane Vanderson | |
|                              |                              |                              |       |                                      | |
|                              |                              |                              |       |                                      | |